# 上野秀嗣
上野秀嗣（日语： Hidetsugu Ueno，1968年5月21日—）是一名日本北海道札幌市的調酒師，師從STAR BAR GINZA的岸久。2008年7月4日在銀座開設Bar High Five，並於2015年搬遷至現址。該酒吧榮獲亞洲50大酒吧和世界50大酒吧評鑑。
上野為當代知名的日本調酒師，以其手工切割的鑽石冰及獨特的Hard Shake搖盪技法而聞名，White Lady是其標誌性的調酒。Tale of the Cocktails將其選為2016年年度最佳國際調酒師。